# Richard Hooker (auteur)
H. Richard Hornberger (Trenton, New Jersey, 1 februari 1924 – Waterville, Maine, 4 november 1997), beter bekend onder zijn pseudoniem Richard Hooker, was een Amerikaanse auteur en chirurg.

## Biografie
Hornberger werd geboren in Trenton, New Jersey. Nadat hij zijn diploma had gehaald, werd hij arts in het Amerikaanse leger tijdens de Koreaanse Oorlog. Na de oorlog vestigde hij zich in Bremen, Maine. Met Priscilla Storer zou hij vijf kinderen krijgen.
In 1968 schreef Hornberger MASH: A Novel About Three Army Doctors (ook wel geschreven als M*A*S*H). De achtergrond van de roman was zijn militaire verleden. Hij schreef elf jaar aan het boek. In eerste instantie werd zijn boek door veel uitgeverijen afgewezen, maar na herziening werd het uitgegeven door William Morrow and Company. De roman werd gepubliceerd onder het pseudoniem Richard Hooker en was erg succesvol. Hornberger zou vervolgens meerdere sequels schrijven, die niet het succes zouden genieten van het eerste boek.

## Bewerkingen
In 1970 verscheen de verfilming van MASH, geregisseerd door Robert Altman. De film werd genomineerd voor vijf Oscars, waarvan één prijs werd gewonnen.
Vanaf 1972 was er een televisieserie gebaseerd op het boek die elf seizoenen draaide.

## Publicaties
- M*A*S*H: A Novel About Three Army Doctors (1968)
- M*A*S*H Goes to Maine (juni 1971)
- M*A*S*H Goes to New Orleans (met William E Butterworth) (januari 1975)
- M*A*S*H Goes to Paris (met William E Butterworth) (januari 1975)
- M*A*S*H Goes to London (met William E Butterworth) (juni 1975)
- M*A*S*H Goes to Morocco (met William E Butterworth) (januari 1976)
- M*A*S*H Goes to Las Vegas (met William E Butterworth) (januari 1976)
- M*A*S*H Goes to Hollywood (met William E Butterworth) (april 1976)
- M*A*S*H Goes to Miami (met William E Butterworth) (september 1976)
- M*A*S*H Goes to San Francisco (met William E Butterworth) (november 1976)
- M*A*S*H Goes to Vienna (met William E Butterworth) (juni 1976)
- M*A*S*H Goes to Montreal (met William E Butterworth) (1977)
- M*A*S*H Goes to Texas (met William E Butterworth) (februari 1977)
- M*A*S*H Goes to Moscow (met William E Butterworth) (september 1977)
- M*A*S*H Mania (1977)

- Biblioteca Nacional de España: XX972865
- Bibliothèque nationale de France: cb14106762t (data)
- CiNii: DA04698729
- Gemeinsame Normdatei: 1216143714
- International Standard Name Identifier: 0000 0001 2103 0098
- Library of Congress Control Number: n79071191
- Bibliotheek van het Japanse parlement: 00443716
- Nationale Bibliotheek van Tsjechië: xx0016703
- Nationale Bibliotheek van Israël: 987007424292405171
- Nederlandse Thesaurus van Auteursnamen: 070652295
- Réseau des bibliothèques de Suisse occidentale: 02-A012316326
- LIBRIS: 345481
- SNAC: w68x0r4h
- Système universitaire de documentation: 135591902
- Virtual International Authority File: 90637105
- WorldCat: E39PBJfRyx7tVgQMq8Dmpf9MT3